# Максим Стойков
Максим Цочев Стойков е български футболист, юноша на Академия Литекс. Изявява се като дефанзивен полузащитник, но може да играе и като краен ляв, десен или централен защитник. Роден на 13 януари 1991 г. в Троян. Бивш футболист е на Литекс(Ловеч), Славия (София) и Видима Раковски(Севлиево).

## Кариера

### Ранни години
На шестгодишна възраст Стойков започва да се занимава с футбол в детския отбор „Олимпик 2 Троян“ в родния си град и участва в редица детски турнири. Бащата на Стойков е лекар на Чавдар (Троян).

### Академия Литекс
През 2003 г. Стойков преминава в редиците на Академия Литекс. Тренира при Митко Маринов, а после и при Евгени Колев и Петко Петков. С отбора на Литекс участва в редица първенства и турнири, от които е носител на различни награди. През 2006 г. печели бронзов медал от Републиканското първенство за юноши. 
През 2008 г. е сребърен медалист от турнира Юлиян Манзаров. През 2009 г. с „оранжевите“ достига до финал за Купата на БФС при юношите старша възраст. В Правец Литекс губи драматично финала от Левски (София) със 7:8 след изпълнение на дузпи (1:1 в редовното време). Пак през същата година и отново в Правец на шестото издание на Международния юношески турнир „Юлиян Манзаров“ Литекс попада в т.нар. „желязна група“, в която са още отборите на Левски (София), ЦСКА (София) и Стяуа Букурещ. „Оранжевите“ завършват на първо място и се класират за финал. Там за трофея спорят с „гранда“ Барселона и след победа с 1:0 печелят турнира. Стойков, като капитан на отбора, вдига купата на победителите. През същата година Максим Стойков е неизменен титуляр и в дублиращия отбор на Литекс, като за сезон 2008/09 записва общо 50 изиграни мача за своята възрастова група в Академия Литекс и дубъла.

### Литекс
Стойков е поканен в първия състав на Литекс от треньора Станимир Стоилов. Официалният му дебют за мъжете е на 13 юни 2009 г. в последния 30-кръг на А футболна група, когато „оранжевите“ побеждават като гости Спартак (Варна) с 4:0. Новият старши треньор на Литекс Ангел Червенков също заявява, че ще разчита на него и го кани за контролата с Етър ВТ, играна на 9 септември 2009 г. Шампион с дублиращия отбор на Литекс за Сезон 2009/10. От началото на сезон 2010/11 е пратен да се обиграва във втородивизионния Брестник (Пловдив).

### Славия
През юли 2011 г. Стойков подписва договор със столичния Славия.. След като подписва със Славия Макси е пратен под наем в Севлиево. Играе един полусезон там и се завръща в Славия вече с опит. Там влиза в няколко мача като резерва, защото не може да се пребори с конкуренцията на Чавдар Янков. След уволнението на Мартин Кушев и назначаването на Вили Вуцов договорът на Максим Стойков е прекратен. И той отива да играе отново във Видима Раковски.

## Успехи
- Международен юношески турнир „Юлиян Манзаров“ - 2009